# .408 Chey Tac

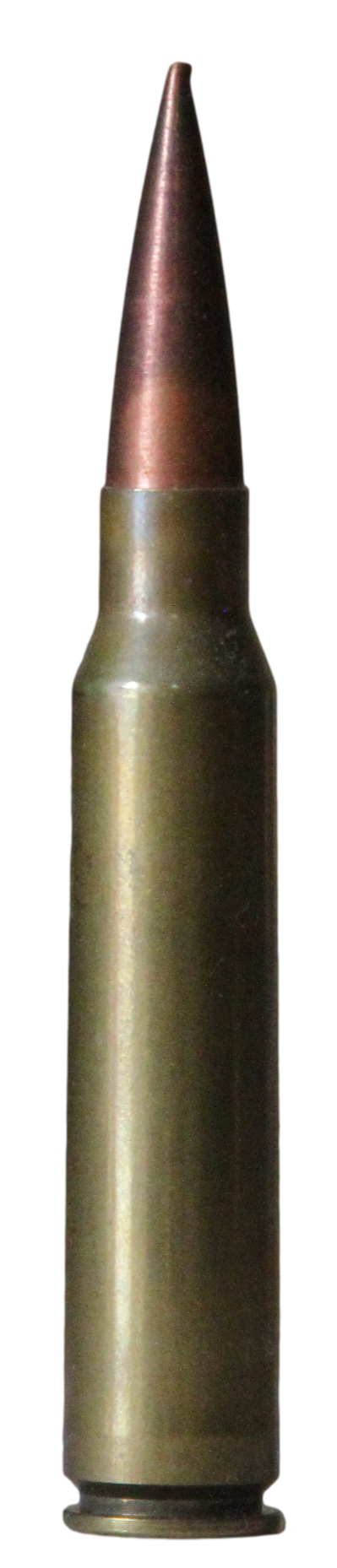
Cartouche .408 CheyTac.

La 408 Cheyenne Tactical, plus connue sous le nom de .408 CheyTac, est la cartouche utilisée par le fusil de précision américain CheyTac M200 Intervention. Très puissante, elle est destinée au tir de précision à longue distance ; elle est à ce titre une concurrente de la 12,7 mm et de la .338 Lapua Magnum.
Le 29 octobre 2016, un tireur de précision français (Benjamin Gineste) a établi le record du monde de tir longue distance avec une carabine « personnalisée » chambrée en .408 CheyTac. Le tireur a réussi à mettre 3 tirs dans une cible située à une distance de 4 150 m,.

## Caractéristiques
Les dimensions de la cartouche sont 10,36 × 77,21 mm. La balle pèse 27,15 g (balle Jamison de 419 grains).

## Performances comparées

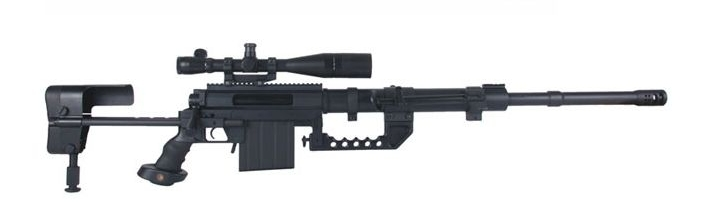
Fusil utilisant la .408 CheyTac.

| Cartouche         | Poids de la balle en grains (en grammes) | Vitesse initiale à la bouche (en mètres par seconde) | Énergie initiale en joules |
| ----------------- | ---------------------------------------- | ---------------------------------------------------- | -------------------------- |
| .338 Lapua Magnum | 250 (16,2)                               | 905                                                  | 6 634                      |
| .338 Lapua Magnum | 300 (19,44)                              | 828                                                  | 6 669                      |
| .408 CheyTac      | 305 (19,76)                              | 1 067                                                | 11 251                     |
| .408 CheyTac      | 419 (27,15)                              | 915                                                  | 11 356                     |
| .416 Barrett      | 398 (25.8)                               | 960                                                  | 11 889                     |
| .416 Barrett      | 450 (29,16)                              | 922                                                  | 12 581                     |
| .50 BMG           | 700 (45,36)                              | 907                                                  | 18 163                     |